# Агамеда (дочь Авгия)
Агамеда (др.-греч. Ἀγαμήδη, XII век до н. э.), согласно Гомеру — греческий врач, знакомая с целебными свойствами всех растений на земле. Она родилась в Элиде, была старшей дочерью Авгия, царя эпеев. Была замужем за Мулием (Μούλιος), первым, кого убил царь Пилоса Нестор в битве в дни войны между Элидой и Пилосом. Римский автор Гай Юлий Гигин пишет, что она родила от Посейдона трех сыновей: Бела (Βῆλος), Актора (Ἄκτωρ) и Диктиса (Δίκτυς). Поэты Феокрит и Секст Проперций называют её Перимедой (Περιμήδη). В эллинистический период (IV—I вв. до н. э.) Агамеда стала восприниматься как чародейка, схожая с Цирцеей или Медеей.